# Wan Zack Haikal
Wan Zack Haikal Bin Wan Noor (sinh ngày 28 tháng 1 năm 1991) là cầu thủ bóng đá chuyên nghiệp người Malaysia hiện đang chơi ở vị trí tiền đạo hoặc tiền vệ cho FELDA United ở giải Malaysia Super League. Anh cũng là thành viên của Đội tuyển quốc gia Malaysia.

## Đội tuyển bóng đá quốc gia Malaysia
Wan Zack Haikal thi đấu cho đội tuyển bóng đá quốc gia Malaysia từ năm 2012.

## Thống kê sự nghiệp
| Đội tuyển bóng đá Malaysia | Đội tuyển bóng đá Malaysia | Đội tuyển bóng đá Malaysia |
| Năm                        | Trận                       | Bàn                        |
| -------------------------- | -------------------------- | -------------------------- |
| 2012                       | 9                          | 3                          |
| 2013                       | 1                          | 0                          |
| 2014                       | 0                          | 0                          |
| 2015                       | 6                          | 0                          |
| 2016                       | 3                          | 0                          |
| 2017                       | 6                          | 0                          |
| 2018                       | 2                          | 0                          |
| Tổng cộng                  | 27                         | 3                          |

### Bàn thắng quốc tế
| #  | Ngày                 | Địa điểm                                                  | Đối thủ   | Bàn thắng | Kết quả | Giải đấu     |
| -- | -------------------- | --------------------------------------------------------- | --------- | --------- | ------- | ------------ |
| 1. | 28 tháng 4 năm 2012  | Sân vận động Shah Alam, Shah Alam, Malaysia               | Sri Lanka | 1–0       | 6–0     | Giao hữu     |
| 2. | 28 tháng 4 năm 2012  | Sân vận động Shah Alam, Shah Alam, Malaysia               | Sri Lanka | 2–0       | 6–0     | Giao hữu     |
| 3. | 28 tháng 11 năm 2012 | Sân vận động Quốc gia Bukit Jalil, Kuala Lumpur, Malaysia | Lào       | 3–1       | 4–1     | AFF Cup 2012 |
| 4. | 1 tháng 4 năm 2018   | Sân vận động Quốc gia Bukit Jalil, Kuala Lumpur, Malaysia | Bhutan    | 1–0       | 7–0     | Giao hữu     |